# Orion Asteroid Mission
L'Orion Asteroid Mission è una missione spaziale proposta che avrebbe dovuto portare una navetta Orion vicino ad un asteroide e atterrarci sopra tramite il modulo Altair. Tale missione avrebbe permesso alla NASA di sviluppare delle tecniche per proteggere la Terra dall'impatto con tali corpi e fornito anche una preparazione per la prima missione umana diretta verso Marte.
Il piano della missione era di partire, come tutte le missioni del Programma Constellation dirette verso la superficie lunare, con un Ares V che posiziona il modulo di discesa nella Low earth orbit. A seguire è lanciata la navetta Orion, con a bordo due o tre persone equipaggio (diversamente dai quattro astronauti previsti per le missioni lunari) tramite un razzo Ares I. Non appena la navetta Orion si aggancia (Rendezvous) al modulo di discesa e al Earth Departure Stage, quest'ultimo si accende per portare il complesso verso un asteroide non lontano dalla terra, preferibilmente 99942 Apophis, dove l'equipaggio scende e ne esplora la superficie.
Una volta che l'esplorazione è finita, la navetta Orion riparte dall'asteroide e in prossimità della terra il Modulo di Servizio e il Modulo di Discesa sono espulsi (in modo simili a come si fece nella missione Apollo 13. Subito dopo Orion incomincia il rientro nell'atmosfera e il tuffo nell'Oceano Pacifico.
Il 1º febbraio, 2010 il Presidente degli Stati Uniti d'America, Barack Obama, ha annunciato l'intenzione di cancellare il programma a partire dall'anno finanziario 2011, e quindi anche questa missione come parte del programma. Successivamente la NASA ha elaborato una nuova alternativa missione, Asteroid Redirect Mission, che prevede l'avvicinamento di un asteroide prima di una eventuale missione umana.